# Montgolfiade
 (mars 2021).
Si vous disposez d'ouvrages ou d'articles de référence ou si vous connaissez des sites web de qualité traitant du thème abordé ici, merci de compléter l'article en donnant les références utiles à sa vérifiabilité et en les liant à la section « Notes et références ».
Une montgolfiade est une manifestation d'aérostation, où se rassemblent des montgolfières et des ballons, souvent à l'initiative de fédérations nationales d'aérostation.

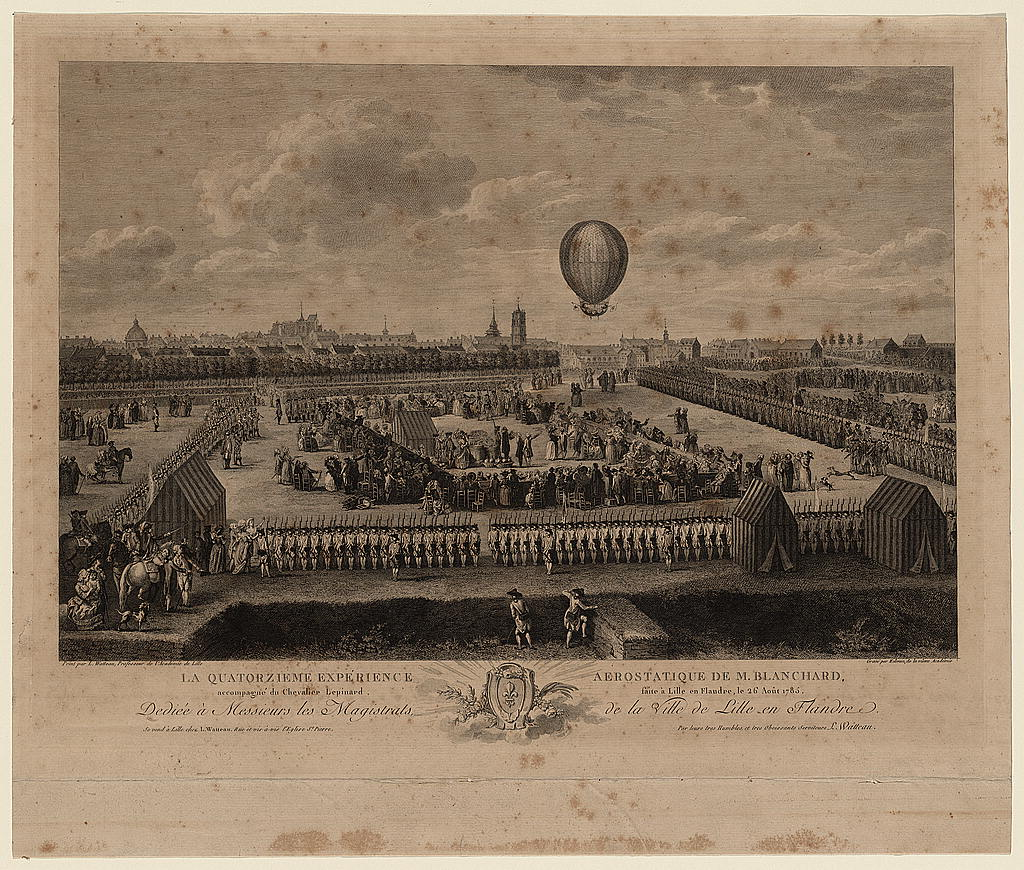
Manifestation aérostatique faite à Lille le 26 août 1785
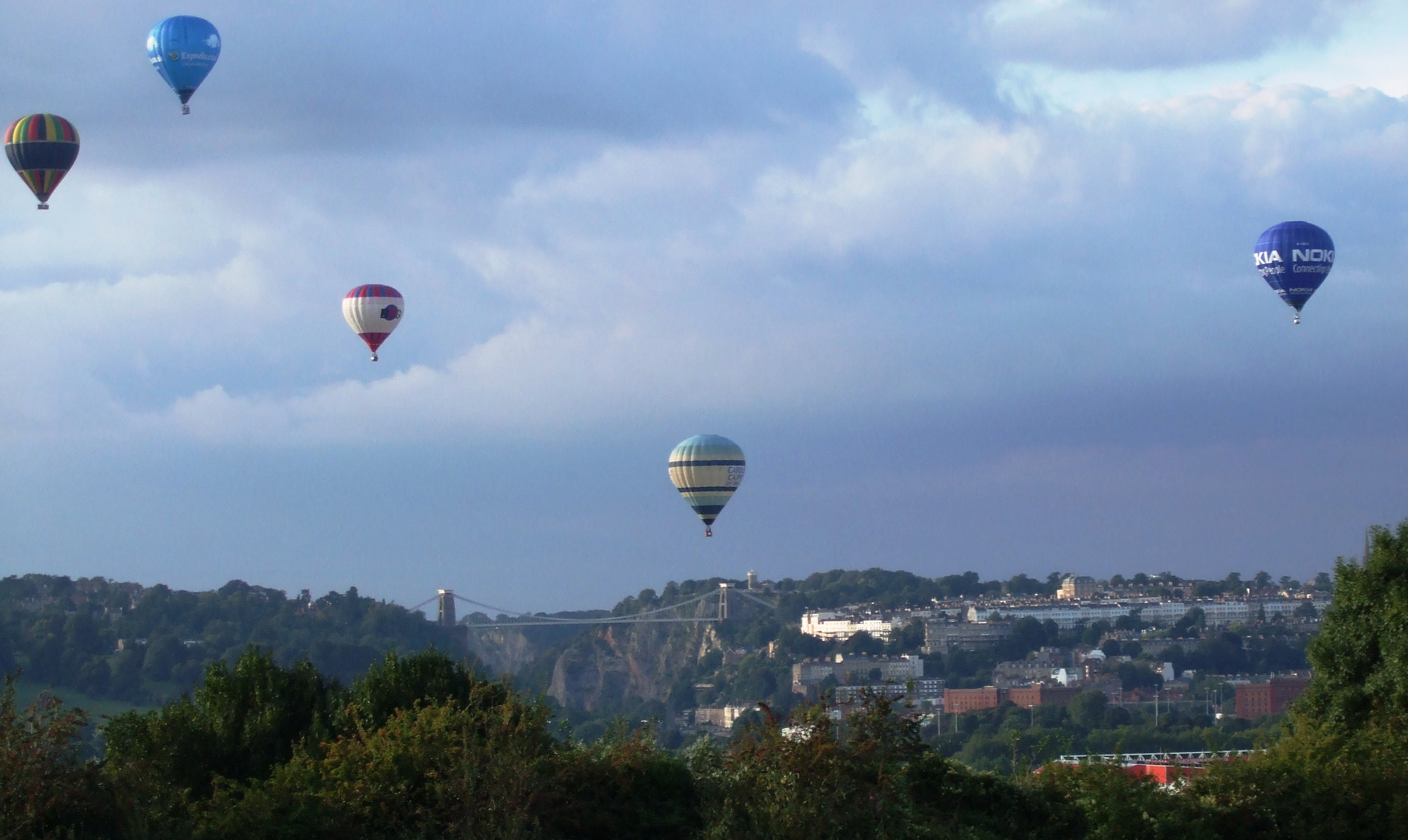
Montgolfiade à Bristol (Angleterre), août 2007.
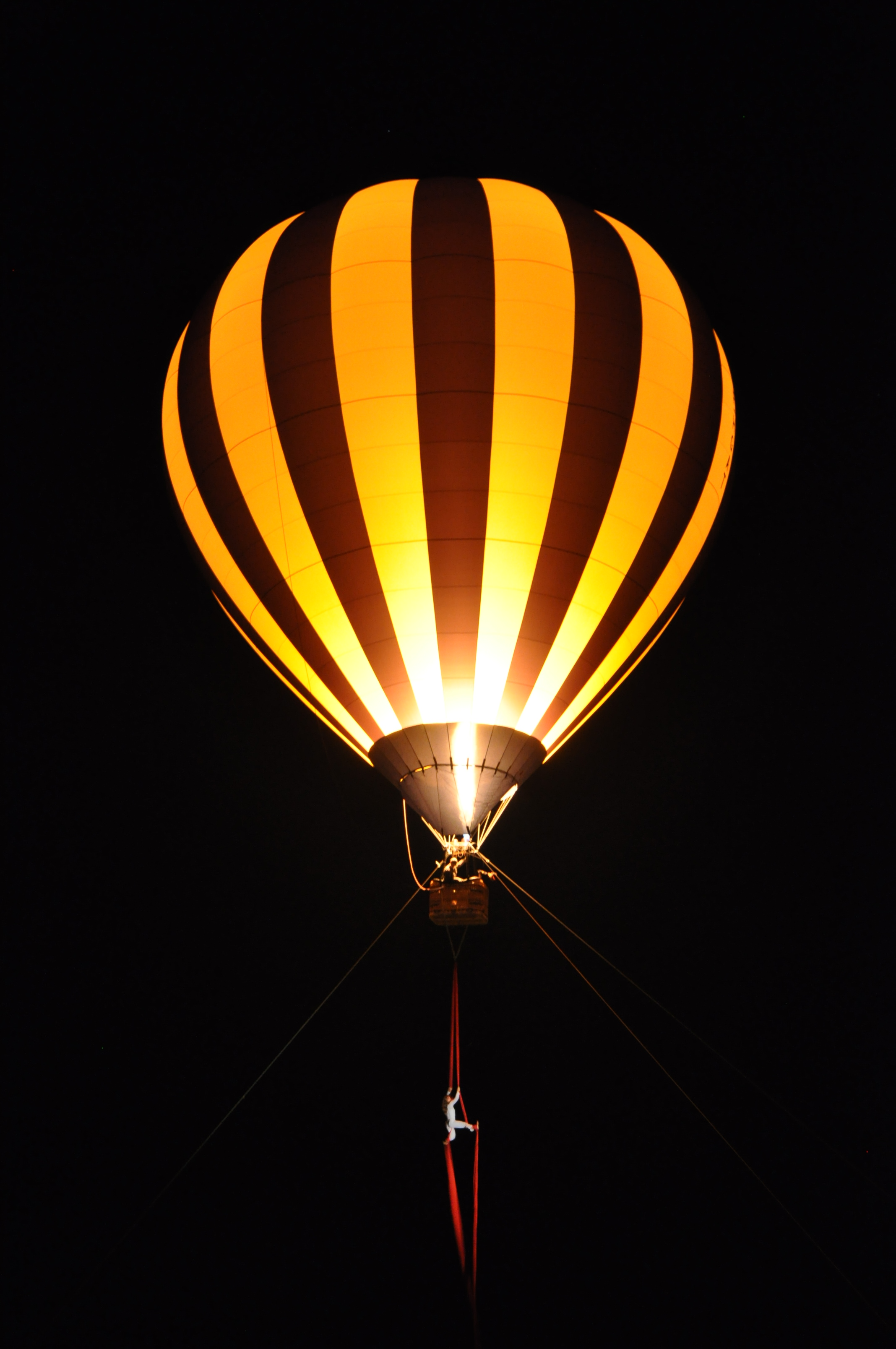
Acrobaties lors des montgolfiades de Thouars. Septembre 2014.

## Référence